# شال سیرکل (فلوریدا)
شال سیرکل (به انگلیسی: Schall Circle) یک منطقهٔ مسکونی در ایالات متحده آمریکا است که در شهرستان پام بیچ، فلوریدا واقع شده‌است. شال سیرکل ۰٫۸ کیلومتر مربع مساحت و ۹۶۵ نفر جمعیت دارد و ۴ متر بالاتر از سطح دریا واقع شده‌است.